# Ove Guldberg
Ove Guldberg (ur. 2 grudnia 1918 w Nysted, zm. 28 lutego 2008 w Nexø) – duński polityk i inżynier, deputowany Folketingetu i poseł do Parlamentu Europejskiego, minister robót publicznych (1968–1971) i spraw zagranicznych (1973–1975).

## Życiorys
Syn prawnika Frede Guldberga i Else Richter. Ukończył studia z inżynierii lądowej w Duńskiej Wyższej Szkole Technicznej (1942) oraz z prawa na Uniwersytecie Kopenhaskim. W latach 40. pracował w prywatnym przedsiębiorstwie, jako inżynier w gminie Vejle i w laboratorium ministerstwa rybołówstwa. Przez wiele lat zajmował stanowisko dyrektora duńskiego stowarzyszenia inżynierów (1952–1965), a później stowarzyszenia inżynierów konsultantów (1965–1968). Zasiadał także w międzynarodowych stowarzyszeniach inżynierskich oraz kierował organizacją obrony cywilnej, był również dyrektorem przedsiębiorstwa.
Początkowo związany z Konserwatywną Partią Ludową, potem zaangażował się w działalność polityczną w ramach Venstre. W latach 1964–1977 poseł do Folketingetu. Od lutego 1968 do października 1971 minister robót publicznych, a od grudnia 1973 do lutego 1975 minister spraw zagranicznych. Od stycznia do grudnia 1973 i od lutego 1975 do sierpnia 1977 był oddelegowany do Parlamentu Europejskiego. Należał do frakcji liberalno-demokratycznej, przez dwa lata pełnił funkcję wiceprzewodniczącego PE. Od 1985 do 1988 kierował duńskim komitetem ds. integracji europejskiej. Pomiędzy 1987 a 2003 mieszkał w Irlandii i Hiszpanii, przez wiele lat procesując się z państwem o konieczność płacenia podatków w Danii.
W 1942 poślubił Else Margrethe (1921–2005). Komandor Orderu Danebroga.